# Мехсуд, Байтулла
Байтулла Мехсуд (пушту بیت اللہ محسود‎) — боевик, лидер пакистанских талибов (организация Техрик-е Талибан Пакистан), пуштунский полевой командир из племени махсуд, участник Вазиристанской войны, член Аль-Каиды и один из подозреваемых заказчиков убийства Беназир Бхутто.
Умер от ран, полученных 5 августа 2009 года в результате ракетной атаки американского беспилотного летательного аппарата на дом тестя Б.Мехсуда в Южном Вазиристане. Талибы подтвердили факт смерти своего лидера.